# 韩凤楼
韓鳳樓（1885年—1956年2月4日），字五峰，河南省荥阳县城南关人。中華民國大陸時期军事将领。

## 生平
1903年，韩凤楼考入荥阳县立汴源学堂，获县长张煦初赏识。后获官费留学日本，入日本陆军士官学校。1909年归国，先后在广西、云南的军队任职，曾任新军管带。1911年，随蔡锷参加昆明重九起义。1912年3月4日，唐继尧任贵州都督，创办贵州陆军讲武堂，滇军将领韩凤楼任贵州省警察厅长兼贵州陆军讲武堂堂长。1912年，韩凤楼等人捐资设立荥阳国民学校（即荥阳南关小学的前身）。
1915年底，云南宣布独立，发动讨袁护国战争。韩凤楼任护国军第三军第二梯团梯团长。后来，韩凤楼任国民云南第一混成旅旅长，1917年兼任云南陆军讲武学校校长。1917年后，历任将军府参军、总统府顾问。
1920年，韩凤楼退伍回到家乡闲居。1938年，韩凤楼介绍丁云青、魏树漠等人赴陕北参加中共的革命。1942年，韩凤楼和其他荥阳人士创办私立煦初高中（荥阳高中的前身），韩凤楼任该校董事长。1944年日军占领荥阳后，韩凤楼隐居荥阳南山，拒绝日本方面的出山邀请。1944年，八路军总司令朱德致信韩凤楼希望他协助抗日，韩凤楼掩护了过境的中共党员，营救了中共地下党员郭颖生出狱。
1949年后，韩凤楼留在中国大陆，历任政协河南省委第一届常委，河南省人民政府参事室参事。
1956年2月4日，韩凤楼在郑州病逝，享年71岁。